# 鲁伊洛瓦
鲁伊洛瓦，是西班牙坎塔布里亚的一个市镇。总面积15平方公里，总人口771人（2001年），人口密度51人/平方公里。